# Алпе, Эйнарс
Эйнарс Алпе (латыш. Einārs Alpe; род. 1963) — епископ лютеранской церкви Латвии, глава Даугавпилской епархии c 2007 года.

## Биография
Эйнарс Алпе родился 11 ноября 1963 года,.
В 1993 году окончил теологический факультет Латвийского университета, а за два года (1991) до того был введен в сан священника, в котором ему довелось служить в общинах Балви, Тилужей, Вилаков и Краславы. В 1990 году был назначен благочинным сначала в Гулбенском, а затем — Балвском округах. Епископ женат, в семье растут семеро детей.
Участвовал в мае 2015 года в освящении алтаря лютеранской кирхи в городе Резекне

## Даугавпилсская епархия
Образована Синодом ЛЕЛЦ в 2006 году, первым епископом епархии назначен в 2007 году Эйнарс Алпе, кафедральный храм епархии — Собор Мартина Лютера в Даугавпилсе, ул. 18 ноября, 66.
Вступил на кафедру после богослужения 8 декабря 2007 года.